# Лисаневич, Георгий Николаевич
Георгий Николаевич Лисаневич (6 ноября 1894, Благодатное, Херсонская губерния — 6 сентября 1938, Ленинград) — морской офицер, участник Белого движения. В 1918 году участвовал в Ледовом походе Балтийского флота, в дальнейшем — в командном составе Северного флота РККФ (начальник оперативного отдела Беломорской флотилии). Радиоинженер, гидроакустик, изобретатель.

## Биография

### Происхождение
Георгий Николаевич Лисаневич родился в 1894 г. в деревне Благодатное Александрийского уезда Херсонской губернии. в семье потомственных военных. Отец его, генерал от кавалерии Николай Александрович Лисаневич, был крупным коннозаводчиком; прапрадед, — генерал-лейтенант Григорий Иванович Лисаневич (1756—1832), начиная с Екатерининских времён был участником многих военных кампаний, запечатлел имя своё в Русско-турецких войнах, — при усмирении бунта крымских татар, — участвовал в усмирении польских бунтовщиков (1792), — в битве при Аустерлице и во многих других сражениях войн с Наполеоном. Портрет Г. И. Лисаневича размещён в Военной галерее Эрмитажа.
Григорий Николаевич Окончил гимназию в Одессе. До перевода в Морской кадетский корпус учился в Одесском кадетском корпусе (не окончил).

Георгий Лисаневич. Выпуск ИМКК 1914. Фрагмент группового портрета (Из коллекции А. В. Плотто)

### ИМККи Первая мировая война
В 1914 г. окончил Морской корпус, служил мичманом в составе 1-го Балтийского экипажа. В 1916 г. — окончил минные офицерские классы.
Во время Первой мировой войны служил вахтенным офицером на кораблях Балтийского флота; старший минный офицер эскадренного миноносца типа «Новик» в составе минной дивизии.
В 1915 мичман Г. Н. Лисаневич (и.д. 2-го минного офицера) в период с июня по декабрь был последовательно: в числе офицеров заградителя «Нарова», со 2 августа — заградителя «Ладога», с которого 3 сентября убыл на эскадренный миноносец «Эмир Бухарский».

### Гражданская война. Белая армия
11-17 апреля 1918 г. был участник Ледового похода Балтийского флота; с 18 мая — врио командира эсминца «Капитан Изыльментьев». На 3-м съезде моряков Балтийского флота, проходившем тогда же, принято решение об удалении Г. Н. Лисаневича из флота и его «… подвергнуть немедленному аресту и передаче Чрезвычайной следственной комиссии». 25 мая резолюция в защиту Г. Н. Лисаневича была принята на митинге Минной дивизии. 10 июня наморси С. В. Зарубаев, сменивший на этом посту арестованного А. М. Щастного, приказом по флоту исключает Г. Н. Лисаневича из числа моряков как «занимающегося вредной для родины и революции агитацией». 22 июня, после вынесения смертного приговора А. М. Щастному, Реввоентрибуналом при ВЦИКе принято особое постановление об аресте Г. Н. Лисаневича «за контрреволюционную деятельность», который в августе скрылся из Кронштадта; 4 сентября 1918 г. Кронштадским Ревтрибуналом объявлен «вне закона».
С ноября 1918 г. — в Славяно-Британском легионе. С 19 февраля 1919 г. — во флотилии Северного Ледовитого океана, поступил в распоряжение начальника формирования отряда речных судов флотилии, с апреля — в национальном ополчении, с 7 мая — лейтенант, командир 2-й группы истребителей на Онежском озере в Северной армии генерал-лейтенанта Е. К. Миллера; воевал и на сухопутном фронте по берегам Северной Двины и в Пинежском районе. «3 августа 1919 года на Онежском озере довёл бой до успешного конца и вынудил неприятельские суда выброситься на берег, причём первым взошёл на борт канонерки „Сильный“, спустил красный флаг и поднял русский андреевский». 19 декабря 1919 г. награждён Георгиевским оружием за решительные действия и храбрость в этом бою. В феврале 1920 г. — остался в Архангельске.
Вскоре Г. Н. Лисаневич был разочарован в белом движении и счёл невозможным для себя уйти с русскими войсками Северной области под командованием Е. К. Миллера. 23 февраля 1920 г. — после прихода Красной армии вступил во временное командование всеми морскими силами, находившимися в Архангельске, и порта; с 9 марта 1920 г. — начальник оперативной части штаба Беломорской военной флотилии.

### Дальнейшая судьба и гибель
Как и в боевых условиях, когда требовалось сохранение стратегического превосходства над противником, при весьма тревожных жизненных ситуациях Г. Н. Лисаневич сохранял способность преодолевать казалось бы совершенно безвыходные обстоятельства, — начиная с периода противостояния гражданской войны, когда ему приходилось проявить решительность и находчивость: в 1918 году, после митинга Минной дивизии (одним из организаторов которого он был), принявшей резолюцию с требованием роспуска Петроградской трудовой коммуны и установления диктатуры флота; — позже, уже в Гельсингфорсе, при нападении толпы участников агитационного собрания, на котором славили революцию, ему, как высказавшему протест по ряду тезисов, пришлось применить оружие, чтобы защититься от нападавшей на него разъярённой толпы …, — и когда отряд члена Совкомбалта П. Ф. Гуркало пытался задержать Георгия Лисаневича на эм «Изыльметьев», ему удалось скрыться, притом команда под угрозой расстрела не выдала своего командира …
13 марта 1920 г. — арестован «за службу у белых», отправлен в Москву и заключен в Бутырскую тюрьму. 30 сентября отправлен в Архангельск, 12 октября освобожден и направлен в Штаб морских сил Северного моря для несения службы. 9 апреля 1921 г. — вновь арестован в Архангельске, отправлен в Москву и заключен в Ново-Песковский лагерь. После его освобождения по постановлению ВЧК 27 мая 1921 г. (как специалиста) и переезда с семьей в Петроград, где он работал на заводе «Радио» им. Коминтерна, Георгий Лисаневич был вновь арестован 28 июня 1926 года. 28 февраля 1927 г. дело отложено слушанием. Освобожден как специалист и принят на службу в ЦУМОР (Центральное Управление Морского транспорта). С октября работал по совместительству инженером-электриком по наблюдению за электроустановкой на заводе «Торпедо»; член Российского общества радиоинженеров в Ленинграде. С декабря 1929 г. — работал на Научно-испытательном полигоне связи НТК ВМС. С 1932 г. — инженер на Радиозаводе им. Коминтерна, затем — начальник гидроакустической лаборатории завода. Позднее вынужден был перейти на работу научным сотрудником ВНИИ озерно-речного рыбного хозяйства.
15 марта 1937 г. Г. Н. Лисаневич арестован как «участник белогвардейской военно-офицерской диверсионно-шпионской организации „Российский Общевоинский Союз“ и как организатор контрреволюционной „Русская фашистская партия“». Обвинительный акт гласил: — в 1918 г. получил предложение от капитана Кроми взорвать ряд судов Балтфлота, а часть их потопить у входа в Неву у Петрограда; — 19 февраля 1919 года поступил на службу в захваченную интервентами и белогвардейцами флотилию Северного Ледовитого океана, где командовал группой катеров-истребителей, присвоено звание лейтенанта (7.V.1919), — с конца 1918 по 1919 г.г. находился в армии белых в Архангельске, занимая там ответственные посты; — в 1921 и 1926 получал предложения от прибывшего из-за границы представителя монархической организации о вступлении в таковую и не сообщил соответствующим органам власти. 28 августа 1938 г. — приговорен к ВМН, 6 сентября расстрелян.

## Научное творчество. Изобретения
В продолжении сравнительно небольших периодов между преследованиями и арестами Г. Н. Лисаневич сохранял способность к аналитическому мышлению в не слишком далёких от ратного дела областях, что было отмечено специалистами. После очередного ареста и следствия, Георгий Николаевич с 15 октября 1927 г. приказом заведующего Остехбюро В. А. Бекаури зачислен инженером-электриком по наблюдению за электроустановкой на заводе «Торпедо». С санкции особого отдела Балтийского флота от 31 декабря 1929 года по рекомендации А. И. Берга принят на работу на Научно-испытательный полигон связи НТК ВМС (НИПС), где Г. Н. Лисаневич смог реализовать ряд своих изобретений: фортрал, жёсткий трал-охранитель для подводных лодок «Змей-камбала»; ряд гидроакустических приборов, складывающийся самолёт.
В марте 1932 года в акте Научно-технической комиссии Военно-морских сил относительно изобретений Г. Н. Лисаневича сказано: «Доказал незаурядную изобретательность и техническую грамотность. Изобретения проходят очень длительно из-за недоверия к автору. Комиссия указывает: 1. Признать предложения Лисаневича как имеющие безусловную ценность и требующие окончательной разработки. 2. Перевести тов. Лисаневича в Научный институт военного кораблестроения, поставив его в благоприятные условия для доведения до конца своих предложений и для дальнейшего развёртывания конструкторских работ».
Тем не менее, в 1932 году из НИПСА по предложению Особого отдела Балтийского флота был уволен …

## Награды
- Светлобронзовая медаль в память 300-летия Царствования дома Романовых (1913)
- Золотой знак в память окончания курса морского корпуса (1914)
- Орден Святого Станислава 3-й степени с мечами и бантом (26.10.1915)
- Орден Святой Анны 4-й степени «за храбрость» (28.12.1915)
- Орден Святой Анны 3-й степени с мечами и бантом (21.3.1916)
- Бухарская серебряная звезда (1915)
- Награжден Георгиевским оружием (19.12.1919); по другому источнику — (14.12.1919)[2]

## Семья
— жена Мария Константиновна Лисаневич
— сын Юрий (р. 1921).
- Братья Георгия Николаевича Лисаневича

Михаил — средний (старший) из четырёх братьев Лисаневичей, принадлежал к последнему выпуску ИМКК (1916); на ту пору за ним закрепилась слава лучшего фехтовальщика корпуса. Он погиб 13 сентября 1917 года в ходе подготовки к Моонзундскому сражению на эскадренном миноносце «Охотник», который был послан на разведку из Аренсбурга; произошло это в маневренном мешке у шаровой вешки № 4 в пасмурную погоду, корабль подорвался на мине заграждения или был взорван самодвижущейся миной (На основе отчёта М. К. Бахирева о действиях Морских сил Рижского залива 29 сентября — 7 октября 1917 г.). Имя Михаила Лисаневича увековечено на одной из мемориальных досок в Морском Никольском Кронштадтском соборе.
Александр — средний (младший) — в эмиграции во Франции.
Младший брат — Борис Николаевич Лисаневич